# Kuřinka červená
Kuřinka červená (Spergularia rubra) je drobná, silně větvená, poléhavá bylina vytvářející velké trsy, nejrozšířenější druh rodu kuřinka.

## Výskyt
Rostlina je původem z mírného klimatu Eurasie a Severní Afriky, zavlečena byla do Japonska, obou Amerik, Jižní Afriky, Austrálie i na Nový Zéland. Pro zdárný růst požaduje kyselé nebo neutrální, mírně vlhké písčité nebo hlinitopísčité půdy, nesnáší trvalé zastínění. Roste na březích tekoucích i stojatých vod, obnažených rybničních dnech, okrajích polí a lužních cest, lesních světlinách i rumištích. V České republice je hojná, lze ji nalézt na celém území, od nížin až do podhůří, převážně je součásti společenstev svazů Polygonion avicularis a Radiolion linoidis.

## Popis
Kuřinka červená je hemikryptofyt, bývá jednoletá nebo vytrvalá. Ze silného kořene vyrůstají do kruhu zpravidla plazivé, poléhavé či méně často vzpřímené, u báze větvené lodyhy které mohou být dlouhé až 25 cm. Z lodyhy, v horní části někdy žláznatě chlupaté, vyrůstají v častých uzlinách protistojné, dužnaté, čárkovité až šídlovité, v průřezu ploché listy o délce až 3 cm. V jejich úžlabích často rostou další listy, takže mnohdy připomínají přesleny. Jsou přisedlé a okolo nich jsou stříbřité, suchomázdřité vytrvalé palisty trojúhelníkovitého tvaru 3 až 5 mm dlouhé které bývají na koncích rozeklány ve dva hroty.
Na květních stopkách měřících až 8 mm rostou pravidelné, pětičetné, oboupohlavné růžové květy. Vyrůstají z úžlabí listů nebo na koncích lodyh a větví se do jednostranných vidlanů. U báze srostlé, vytrvalé kališní lístky jsou kopinaté až vejcovité, 2,2 až 4,5 mm dlouhé a mají dokola světlý lem široký 0,1 až 0,5 mm, na koncích jsou tupé nebo zašpičatělé a jsou porostlé chlupy. Korunní lístky, eliptické až okrouhlé, bývají tmavě růžové, 1,2 až 3,6 mm dlouhé. V květu je ve dvou kruzích 5 až 10 tyčinek s prašníky a z vrcholu vejčitého semeníku vyrůstají tři čnělky s bliznami. Většinou zde dochází k samoopylení v ještě nerozvitém květu, ty se za pošmourného počasí ani neotvírají. Vykvétají od května do října, květ je otevřen jen několik málo hodin.
Po odkvětu se stopky květů svěšují, aby se po dozrání plodů opět napřímily. Plodem jsou tobolky o něco delší než kalich (dlouhé 3 až 5,5 mm) pukající třemi chlopněmi. Hnědá semena, přibližně velká 0,5 × 0,4 mm, mají většinou po obvodě vystouplý val, jsou porostlá válcovitými bradavkami a nemají blanitý lem (křídla). Jedná se o druh který je nejčastěji tetraploidní 2n = 54.

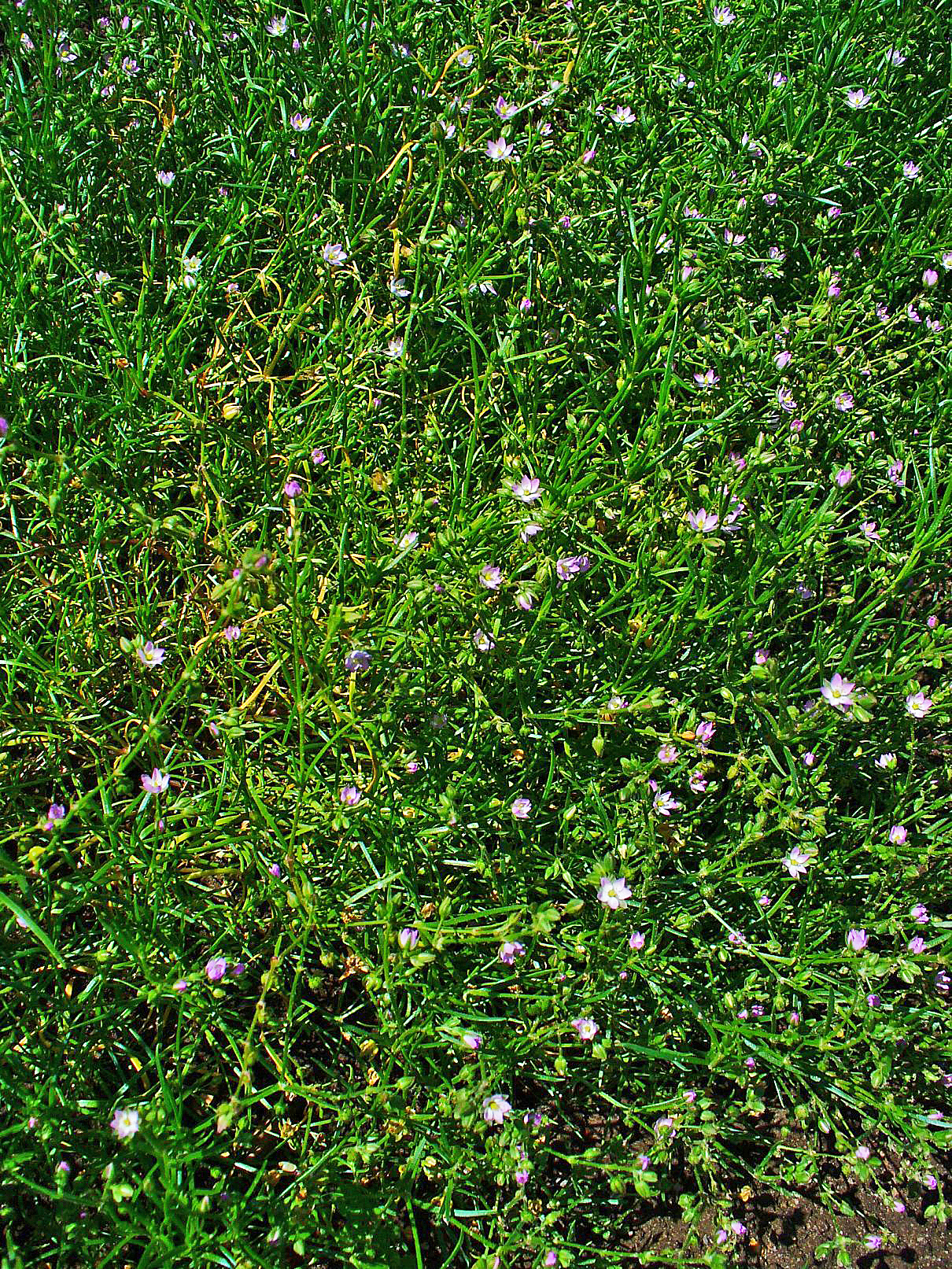
Hustý porost
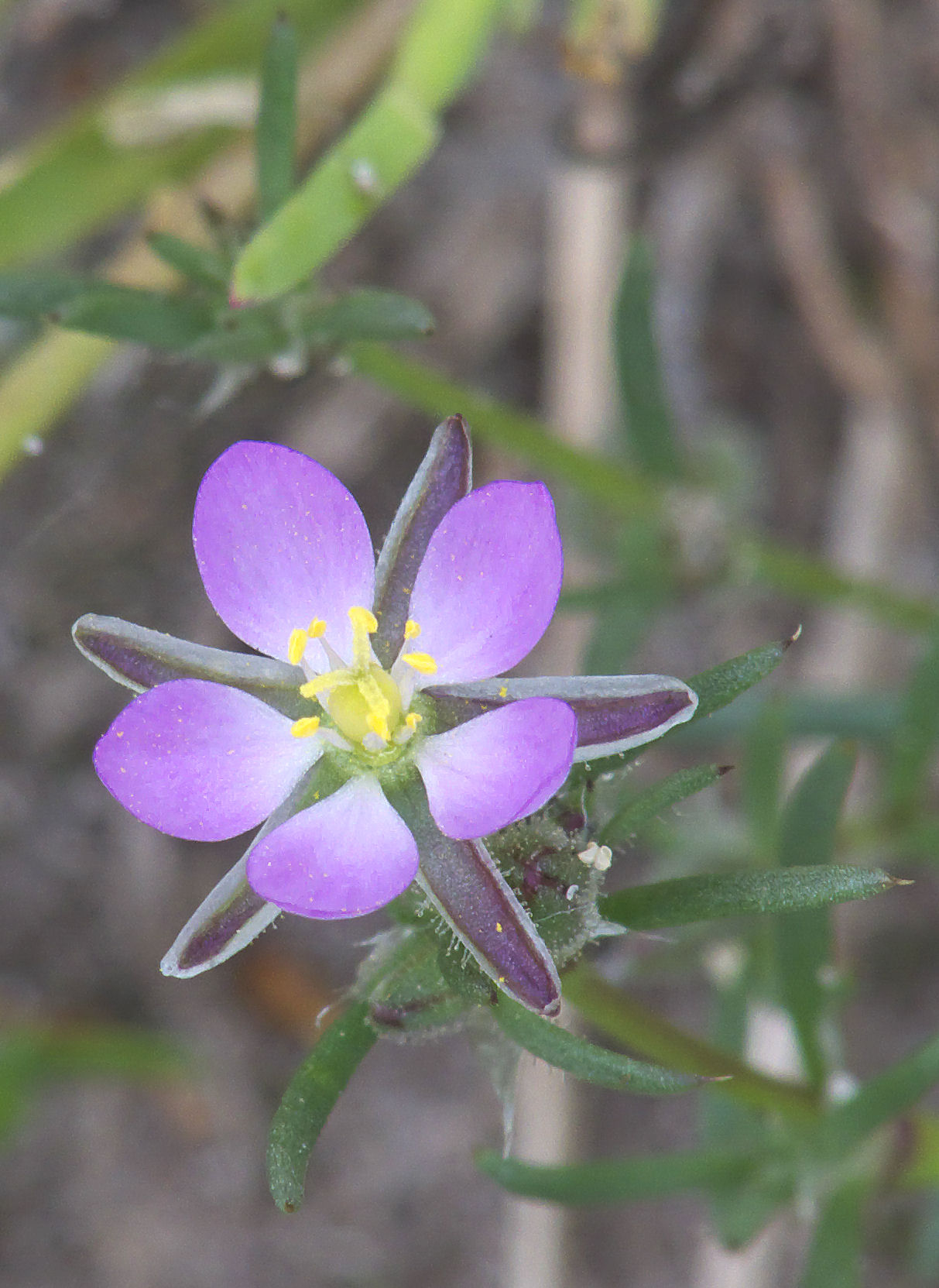
Květ
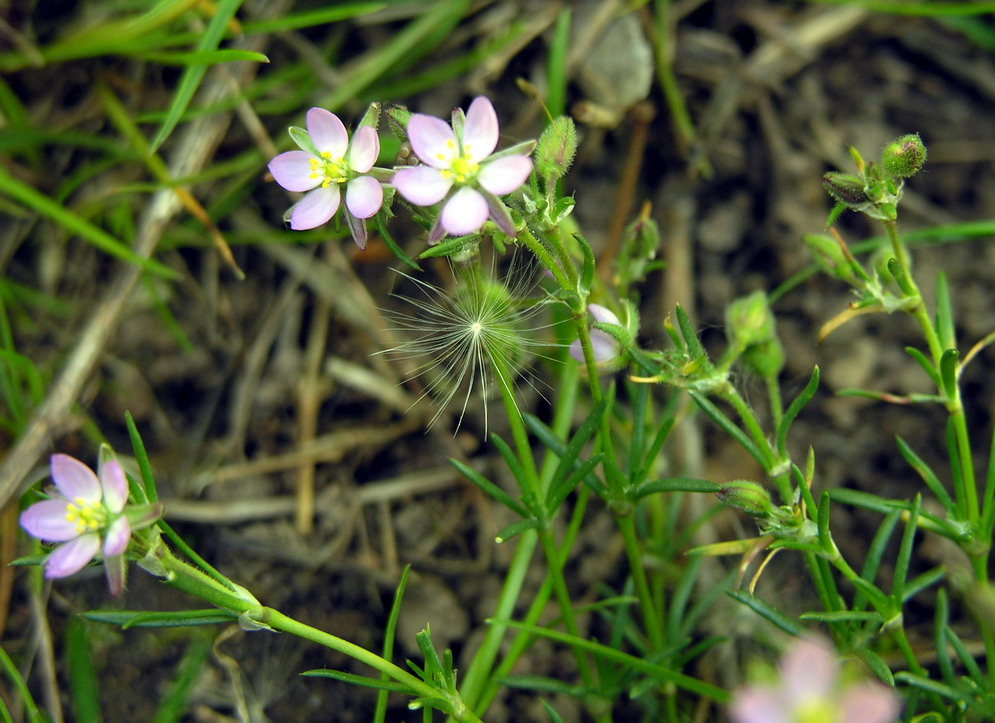
Listy